# Valkyrja (album)
Valkyrja er det syvende studiealbum fra det færøske viking folkmetal band Týr. Det blev udgivet d. 16. september 2013 via Metal Blade Records.

## Spor
| 1.    | "Blood of Heroes"                          | 3:41 |
| 2.    | "Mare of My Night"                         | 3:55 |
| 3.    | "Hel Hath No Fury"                         | 3:26 |
| 4.    | "The Lay of Our Love (feat. Liv Kristine)" | 3:47 |
| 5.    | "Nation"                                   | 4:04 |
| 6.    | "Another Fallen Brother"                   | 4:04 |
| 7.    | "Grindavísan"                              | 4:10 |
| 8.    | "Into the Sky"                             | 2:56 |
| 9.    | "Fánar Burtur Brandaljóð"                  | 3:38 |
| 10.   | "Lady of the Slain"                        | 4:32 |
| 11.   | "Valkyrja"                                 | 7:31 |
| 12.   | "Where Eagles Dare (Iron Maiden cover)"    | 6:26 |
| 13.   | "Cemetery Gates (Pantera cover)"           | 7:25 |
| 59:35 |                                            |      |